# Tresta Voe

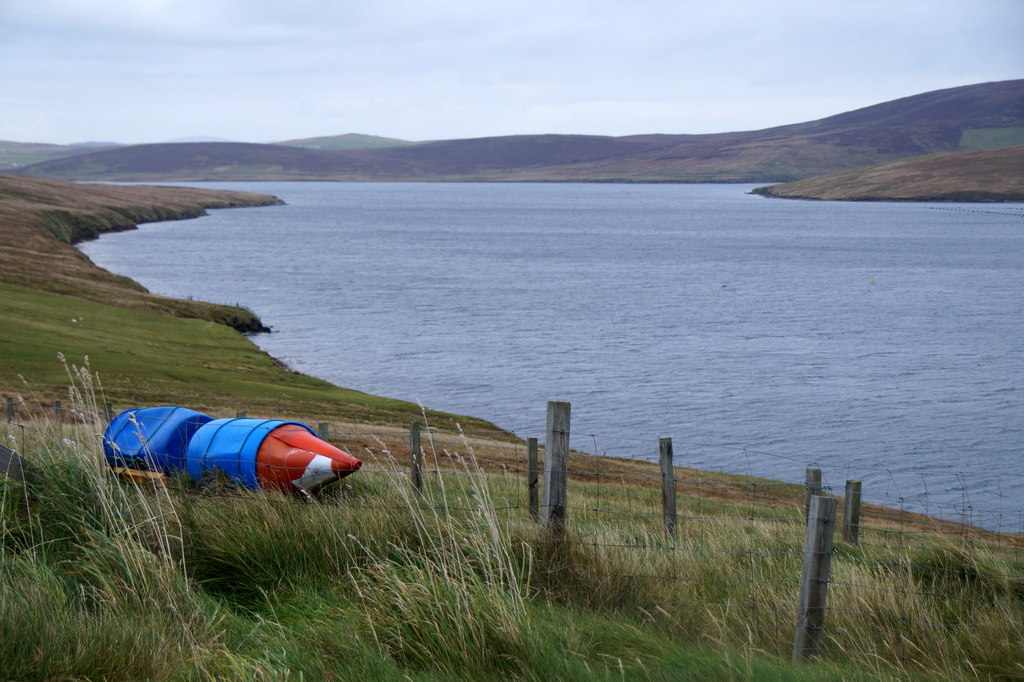
Blick in die Voe in nördlicher Richtung

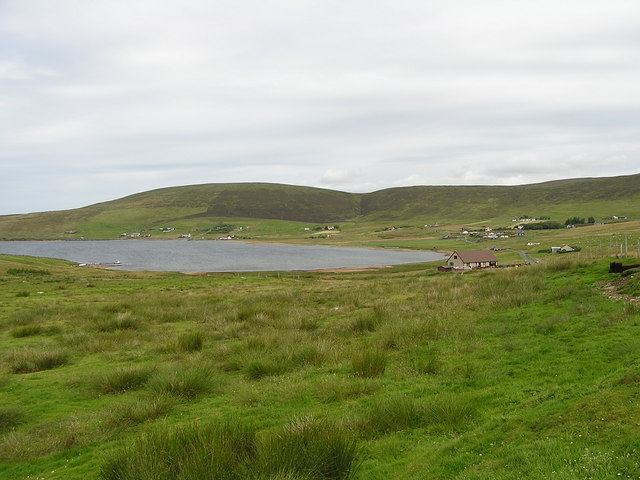
Am östlichen Ende an der Bucht

Die Tresta Voe ist eine Meeresbucht (Voe), die im Südwesten der zu Schottland zählenden Shetlands liegt.

## Geographie
Die Tresta Voe ist eine kleine Bucht, die im Westen von Mainland wenige Kilometer nördlich der südlichen Küste der Insel liegt. Der kleine Ort Tresta liegt am östlichen Ufer der Bucht. Im Westen wird sie begrenzt durch die Lung Ness im Süden, wo sie an das nördliche Ende der Sandsound Voe stößt, im Norden ist es The Nev. Im Westen geht die Tresta Voe über in die Wasserstraße The Firth und die nachfolgende Bixter Voe.

## Historisches
Im Rahmen der historischen Gliederung Schottlands in Civil Parishes zählt die Tresta Voe zu Sandsting.